# 今日の調教
今日の調教（きょうの・ちょうきょう）・今週の調教（こんしゅうの・ちょうきょう）はグリーンチャンネルで放送されている中央競馬の調教の模様を紹介するハイライト番組である。

## 概要
中央競馬では主に水曜日・木曜日にレース出走予定馬が美浦トレーニングセンター・栗東トレーニングセンターをはじめ、各地の競馬場で調教が行われる。この番組では主として重賞・特別競走への出走が予定されている有力馬を取り上げ、調教の模様をビデオ収録し、水曜日は「今日の調教」として30分間、木曜日・金曜日は「今週の調教」として1時間にわたり紹介する。
馬名静止画と調教ビデオの繰り返しで作られており、調教部分はリプレイが付いている
なおGⅠ競走（2021年度までは金曜日発売の対象レース〈有馬記念や日本ダービー等〉の金曜日馬券発売対象レースがある場合のみ）については、一部レースを除き木曜日時点で当該レースの枠順が確定しているため、その際は通常の馬名アイウエオ順ではなく枠番順に調教ビデオが放映される。

## 放送日時
- 「今日の調教」（水曜日）　
  - 水曜22:00-22:30
  - 木曜0:00-0:30（水曜深夜）
  - 木曜2:30-3:00（同上）
- 「今週の調教」（木曜日）
  - 木曜22:00-23:00
  - 金曜1:00-2:00（木曜深夜）
  - 金曜13:00-14:00
  - 金曜17:00-18:00
  - 土曜1:00-2:00（金曜深夜）

## 関連番組
- トレセンまるごと情報局
- トレセンTIME
- 参考レース&重賞調教VTR